# 2727 Paton
2727 Paton eller 1979 SO9 är en asteroid i huvudbältet som upptäcktes den 22 september 1979 av den rysk-sovjetiske astronomen Nikolaj Tjernych vid Krims astrofysiska observatorium på Krim. Den har fått sitt namn efter Evgeny Paton och Borys Paton.
Asteroiden har en diameter på ungefär 9 kilometer.